# Museo archeologico dell'Alto Mugello
Il Museo Archeologico dell'Alto Mugello si trova al piano superiore dello storico Palazzo dei Capitani che, nei piani inferiori, accoglie anche il Museo delle Genti di Montagna. Il palazzo venne costruito dalla Repubblica Fiorentina nell'ultimo quarto del XIV secolo dopo che gli antichi signori del luogo, gli Ubaldini, furono costretti a cedere il loro possesso del 'Podere' a Firenze. L'edificio fu la residenza dei rappresentanti dello Stato Fiorentino; nel penultimo decennio del XIV secolo divenne sede di vicariato e poi di capitanato. Il palazzo fu costruito utilizzando probabilmente strutture preesistenti, poi fu modificato e adeguato alle varie esigenze, fino a raggiungere, già nel XVII secolo, l'aspetto attuale. 
Sulla facciata esterna sono murati gli stemmi appartenenti a vicari e capitani. Oggi il palazzo restaurato è totalmente dedicato a sede museale. Raccoglie le testimonianze della vita dell'uomo su queste montagne, dalla preistoria antica ai tempi odierni con una continuità che costituisce un apporto culturale importante per la conoscenza della storia e della cultura di un territorio che, ai confini con l'Emilia-Romagna e la Toscana o forse, più propriamente, ai margini della Toscana e dell'Emilia-Romagna, ha vissuto nel tempo, anche per la sua realtà morfologica e geografica, in condizioni di sostanziale isolamento.

## Nascita del museo archeologico
Nel Museo Archeologico dell'Alto Mugello sono esposte testimonianze della presenza dell'uomo nelle alte vallate del Lamone, Senio e Santerno dalla preistoria ai tempi moderni. La natura particolarmente selvaggia dell'Alto Mugello aveva fatto pensare che solo in tempi storici e con condizioni climatiche più favorevoli l'uomo si fosse avventurato su queste montagne. Nel territorio di Palazzuolo, in particolare, gli scarsi materiali archeologici rinvenuti casualmente fino a una cinquantina di anni fa avevano portato alla convinzione che la presenza umana fosse iniziata sporadicamente solo in epoca romana. Una lettura più attenta di quanto il terreno porta in superficie ha mostrato però, che, anche in tempi molto più remoti, il territorio è stato frequentato dall'uomo. 
È iniziata una ricerca appassionata che nel 1985 ha portato alla nascita del Gruppo Archeologico Alto Mugello. Oggi, in collaborazione con la Soprintendenza Archeologica per la Toscana, questa associazione di volontari effettua un'attività costante di controllo e ricerca nel territorio dell'Alto Mugello. Nel 1992 il Gruppo Archeologico Alto Mugello realizzò quella che oggi è la parte del museo dedicata alla preistoria e alla protostoria. Nel 2000 è stato realizzato l'ampliamento che ha consentito di esporre importanti testimonianze storiche riferibili a epoca romana, medievale e rinascimentale. I reperti esposti, anche se solo in parte provenienti da scavi sistematici, hanno tutti una grande importanza per la storia del territorio poiché consentono di riempire un vuoto di millenni documentando una continuità di frequentazioni umane anche nei luoghi apparentemente più inospitali.

## Descrizione

### La sezione "Preistoria" (Sala 1)
Il percorso si apre con un grande ambiente dedicato all’evoluzione dell'uomo e alle prime fasi della preistoria. Poiché l'archeologia preistorica riveste un arco di tempo molto ampio e si presenta complessa per l'evoluzione umana sia dal punto di vista somatico che culturale, un ampio spazio è destinato all'illustrazione delle tappe più importanti di questa evoluzione. In questo contesto narrativo sono esposti i reperti archeologici del territorio. Le più antiche testimonianze finora note per le alte valli del Lamone, Senio e Santerno sono genericamente riferibili a una fase finale del paleolitico superiore. Anche il Mesolitico è documentato con manufatti ricollegabili alla facies castelnoviana.

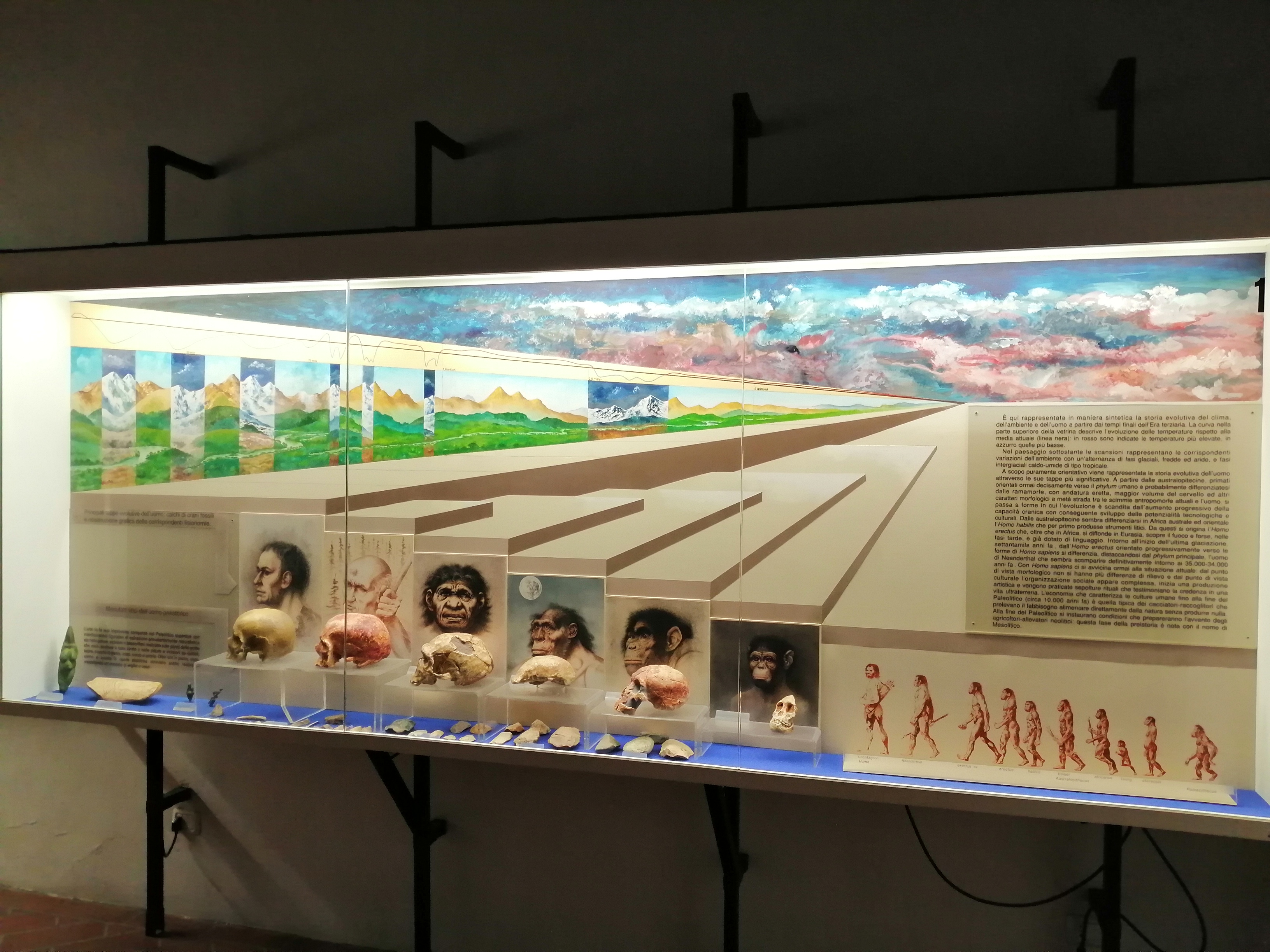
Vetrina "evoluzione"
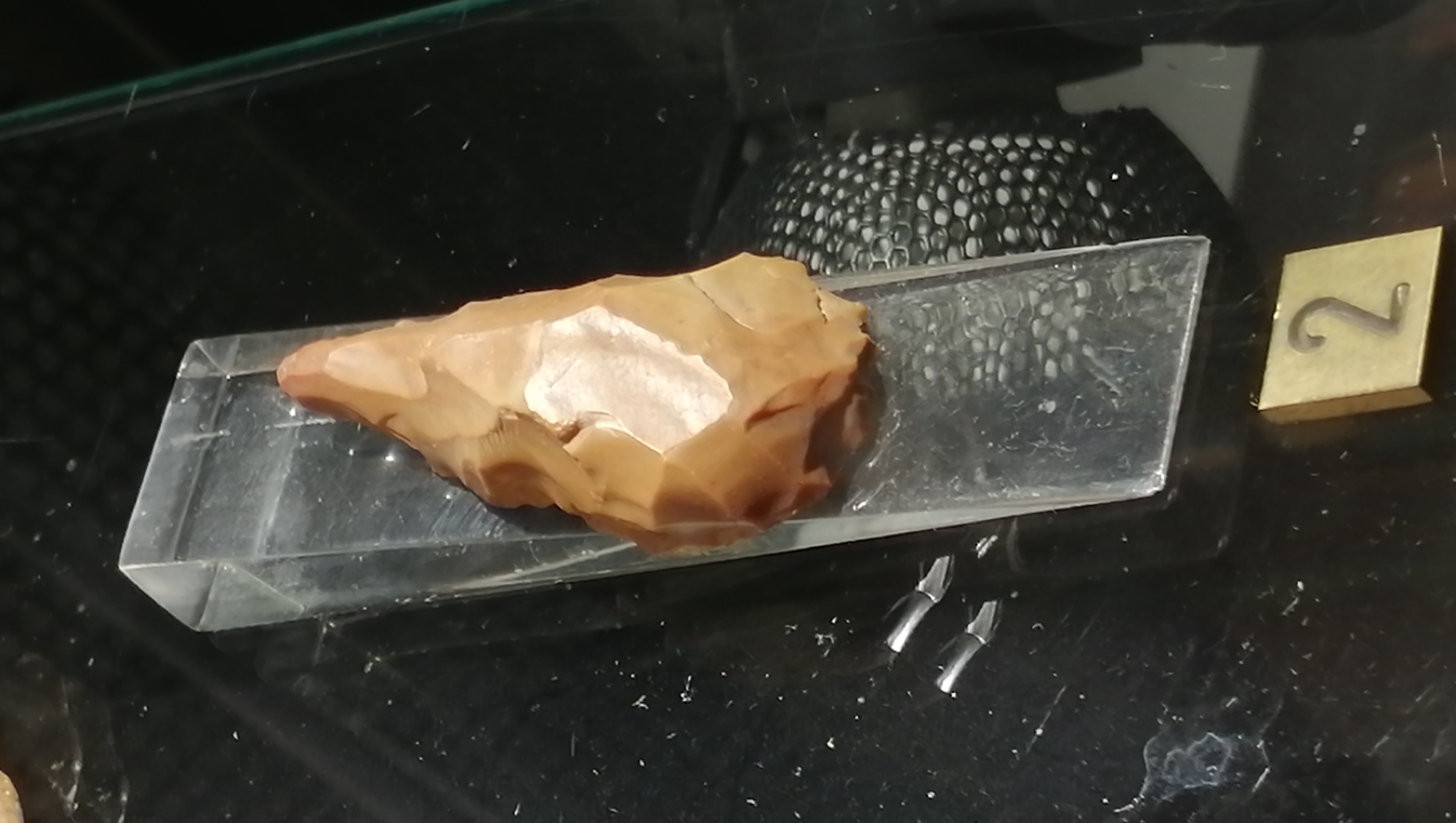
Punta carenata opposta a grattatoio frontale.
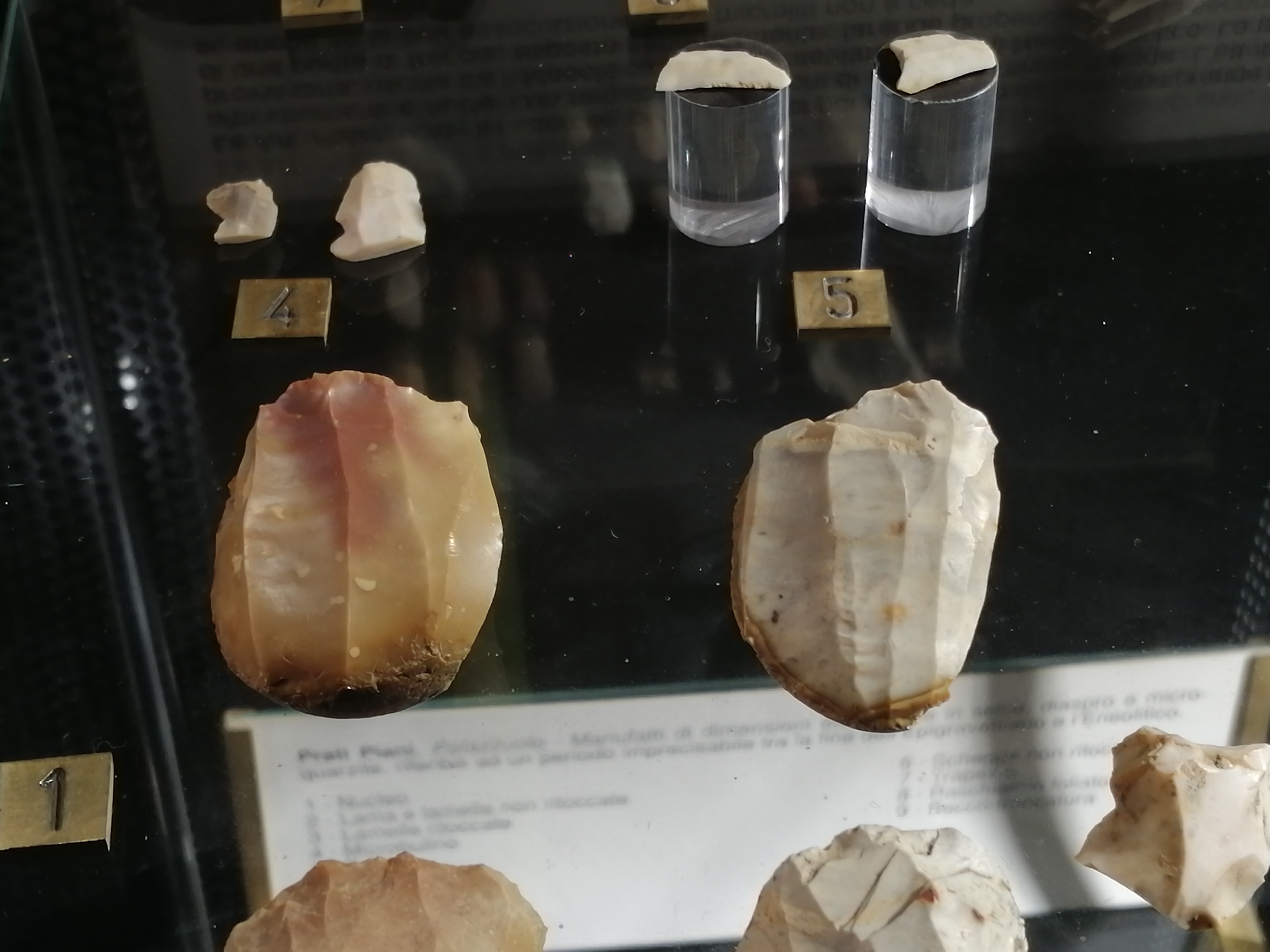
Nuclei
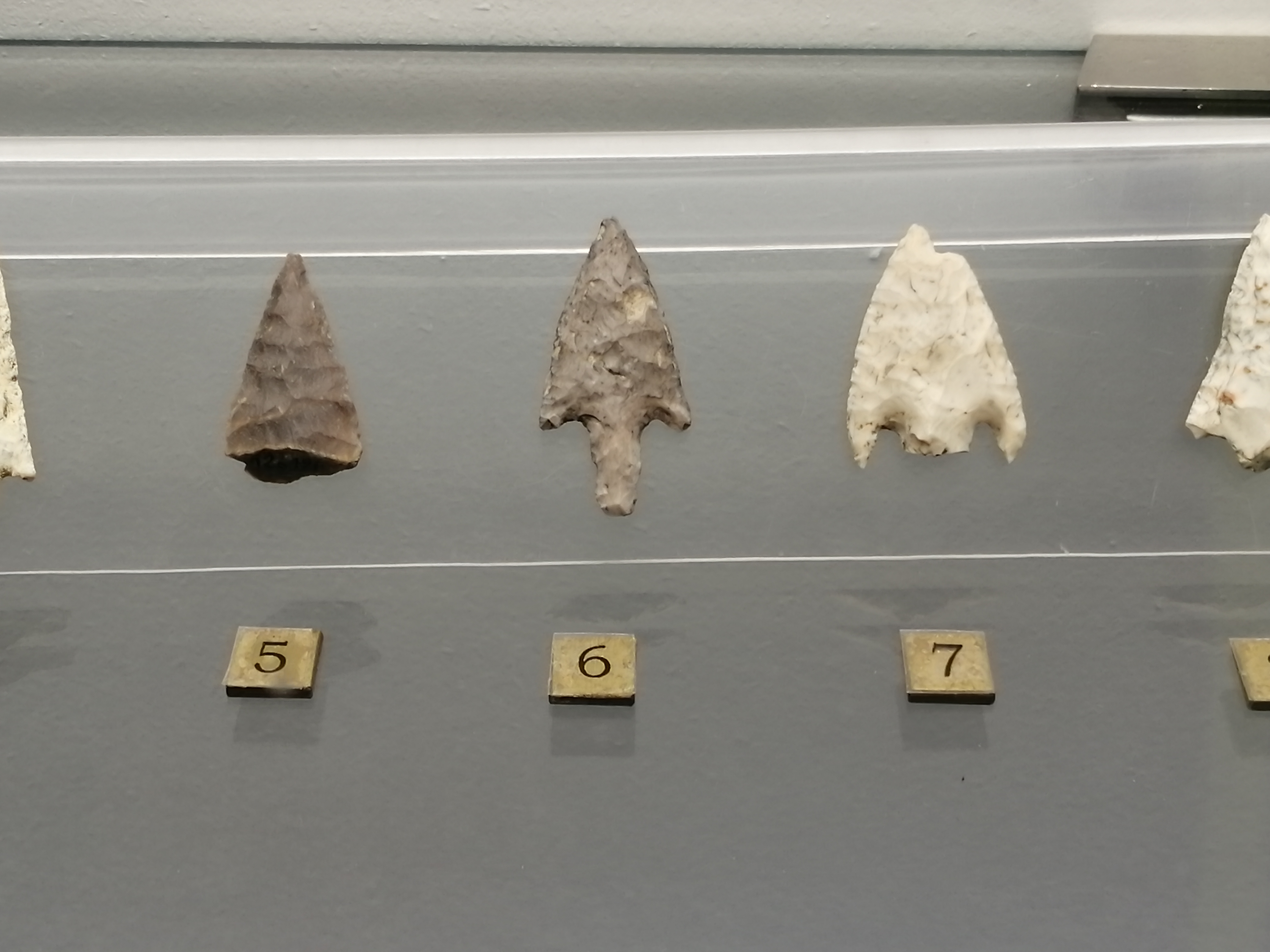
Punte di freccia

### La sezione "Il Neolitico e la Protostoria" (Sala 2)
Questa sala introduce le nuove conquiste dell'uomo che portarono all'agricoltura, l'allevamento e la fabbricazione della ceramica. L'uomo, da predatore che era, si trasforma in produttore del proprio cibo. La cura dei campi coltivati favorisce la nascita d'insediamenti e villaggi. La crescente padronanza del fuoco consente poi la conquista della metallurgia e il passaggio al successivo stadio culturale: L’Età dei Metalli.
Nelle alte valli del Lamone, Senio e Santerno la diffusione di culture neolitiche e dell'Età dei Metalli è documentata da rari manufatti in pietra e da pochi frammenti ceramici.
In questa stessa sala è esposto il corredo di una sepoltura riferibile al VI sec. a.C., chiamata 'Tomba del Guerriero' per la presenza di tre lance. Gli elementi originali che compongono questo ricco corredo funerario sono esposti sulla destra, mentre a sinistra è stata realizzata una ipotetica ricostruzione della sepoltura che consente di vedere come il corredo fosse raccolto ai piedi del defunto mentre le tre lance poggiavano sulla sua spalla sinistra. Nei lavori di scavo non si sono trovati resti dell'inumato, ma la dentina ancora visibile indicava una dentatura in buone condizioni. Questo elemento, insieme alla presenza delle lance, sembra indicare che il defunto fosse un uomo in giovane età.

### La sezione "Preromana e Romana" (Sala 3)
In questa sala sono esposti reperti riferibili ad epoche che possono essere definite preromana e romana. Numerosi, soprattutto nell'alta valle del Senio, i reperti preromani, si tratta di frammenti di bucchero, una coppa in ceramica figulina, una brocca in ceramica depurata, un bicchiere in ceramica d'impasto, vasetti miniaturizzati, vaghi di collana e frammenti in bronzo.

Un plastico al centro sala riproduce l'insediamento preromano del Nevale, a nord di Palazzuolo, dove la Soprintendenza Archeologica per la Toscana ha effettuato scavi che hanno messo in luce due strutture edilizie, consentendo anche il recupero di una grande quantità di materiale ceramico, tra cui una coppa etrusca dipinta con la tecnica "a figure rosse". Numerosi reperti riferibili ad età romana documentano che, in questo periodo, l'alto bacino del Lamone e la valle del Senio a nord di Palazzuolo furono densamente popolati. Di particolare interesse i reperti provenienti dal sito di Lutirano dove sono stati trovati i resti di un impianto di lavorazione e di una fattoria di età giulioclaudia e del sito di Le Ari dove gli scavi hanno portato in luce un complesso insediativo la cui prima edificazione risale probabilmente alla media età imperiale.

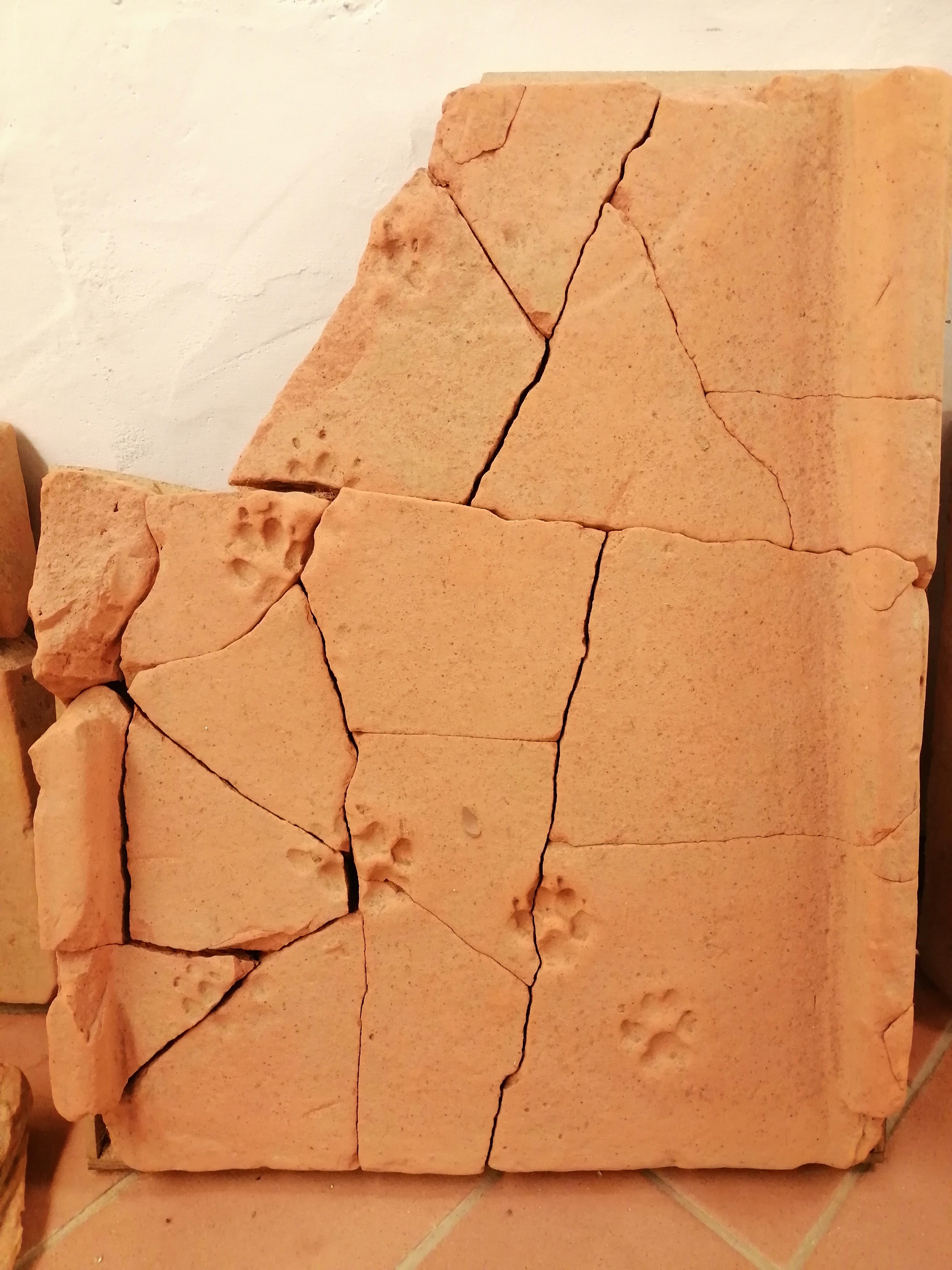
Embrice con impronta di cane
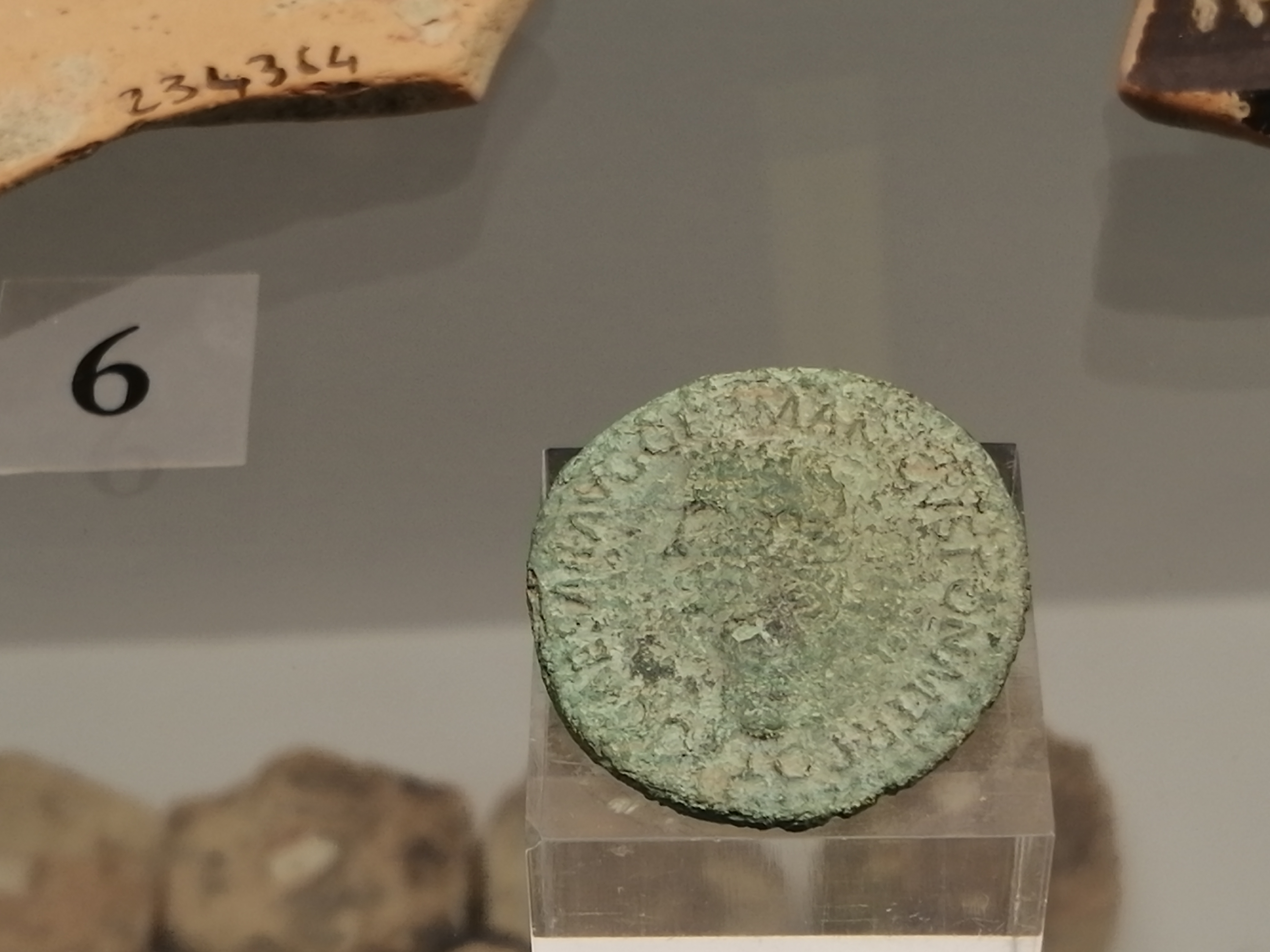
Asse di bronzo dell'imperatore Caligola (37-41 a.C.)

### La sezione "Il Medioevo" (Sala 4)
In questa sala viene dato particolare risalto alle attività di guerra che contraddistinsero la vita del territorio dal XIV al XVI secolo. Nelle alte vallate del Lamone, Senio e Santerno in questo periodo erano numerosissimi i castelli. La loro storia è stata segnata nei secoli da assedi e combattimenti. Eredità, tradimenti, vendette e conquiste portarono a continui passaggi di proprietà. Nel territorio sono state rinvenute numerose piccole armi, come punte di freccia e bolzoni da balestra. Di particolare interesse sono alcune palle frammentarie per piccola artiglieria. Nella stessa sala sono esposti anche numerosi pezzi ceramici risalenti al XIV e XV secolo.

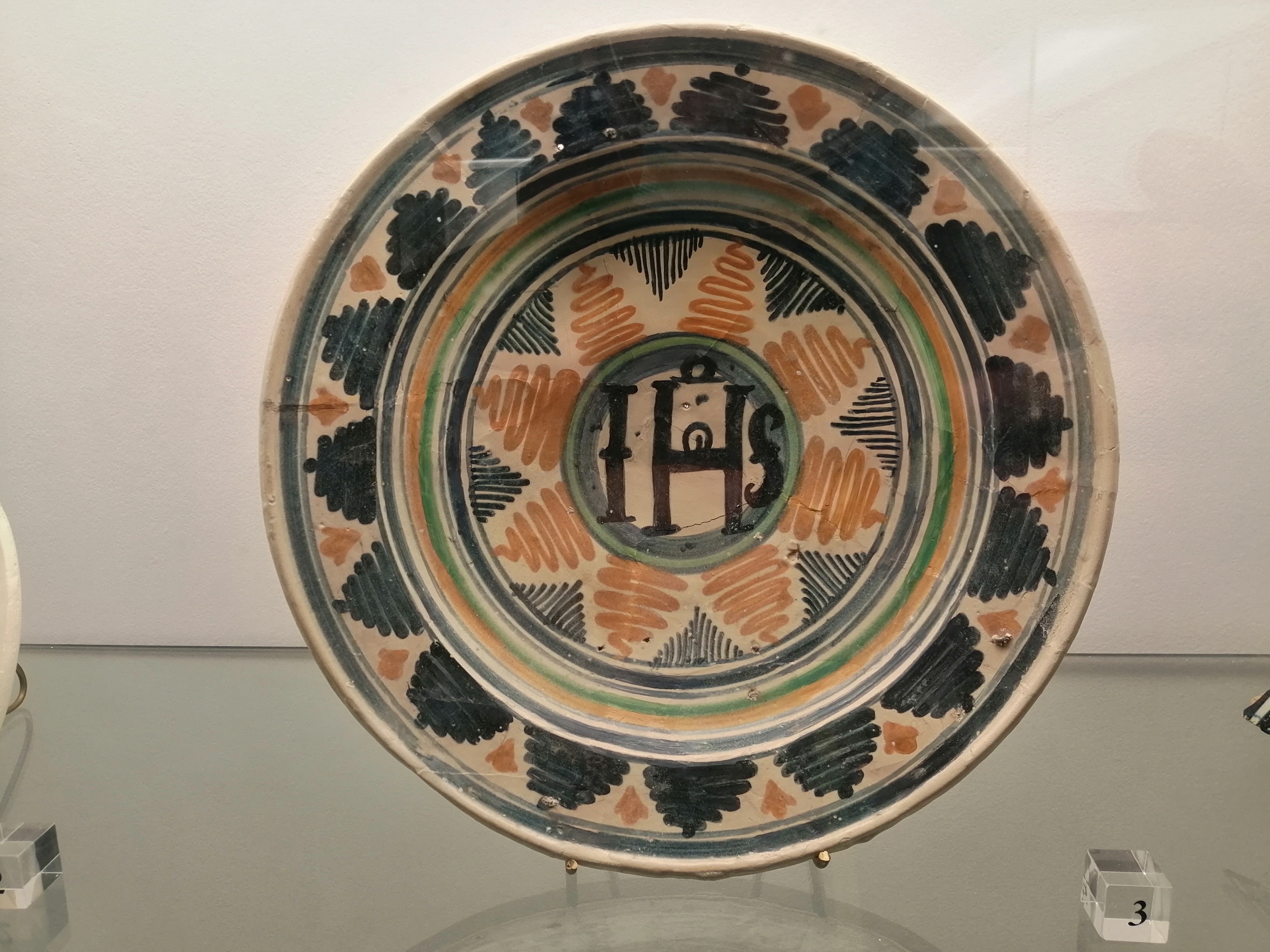
Piatto scodelliforme con trigramma Bernardidiano centrale. Faenza (fine XV-inizi XVI secolo)
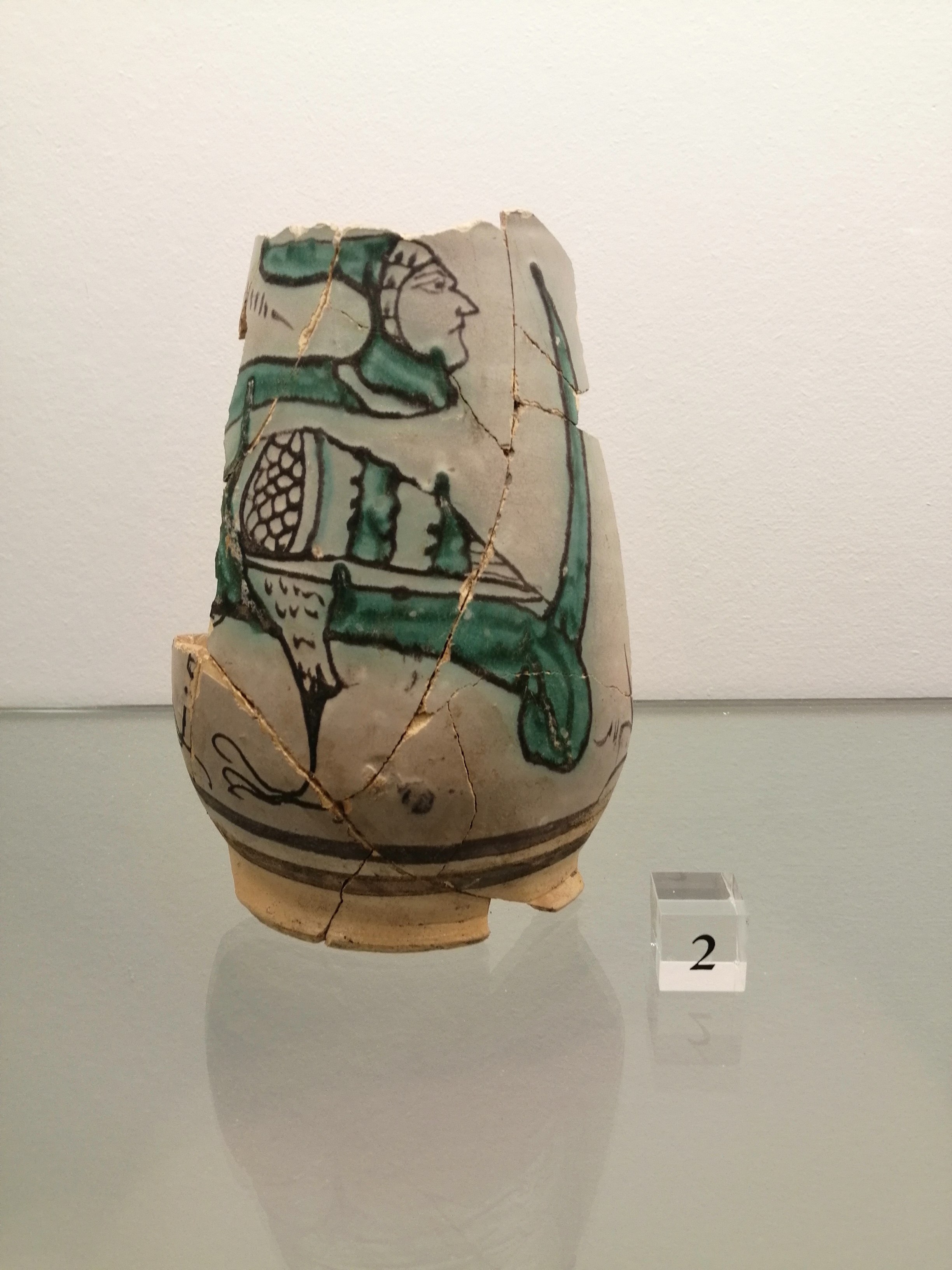
Boccale in maiolica arcaica con figure di arpia. Faenza (2a metà del XIV secolo)
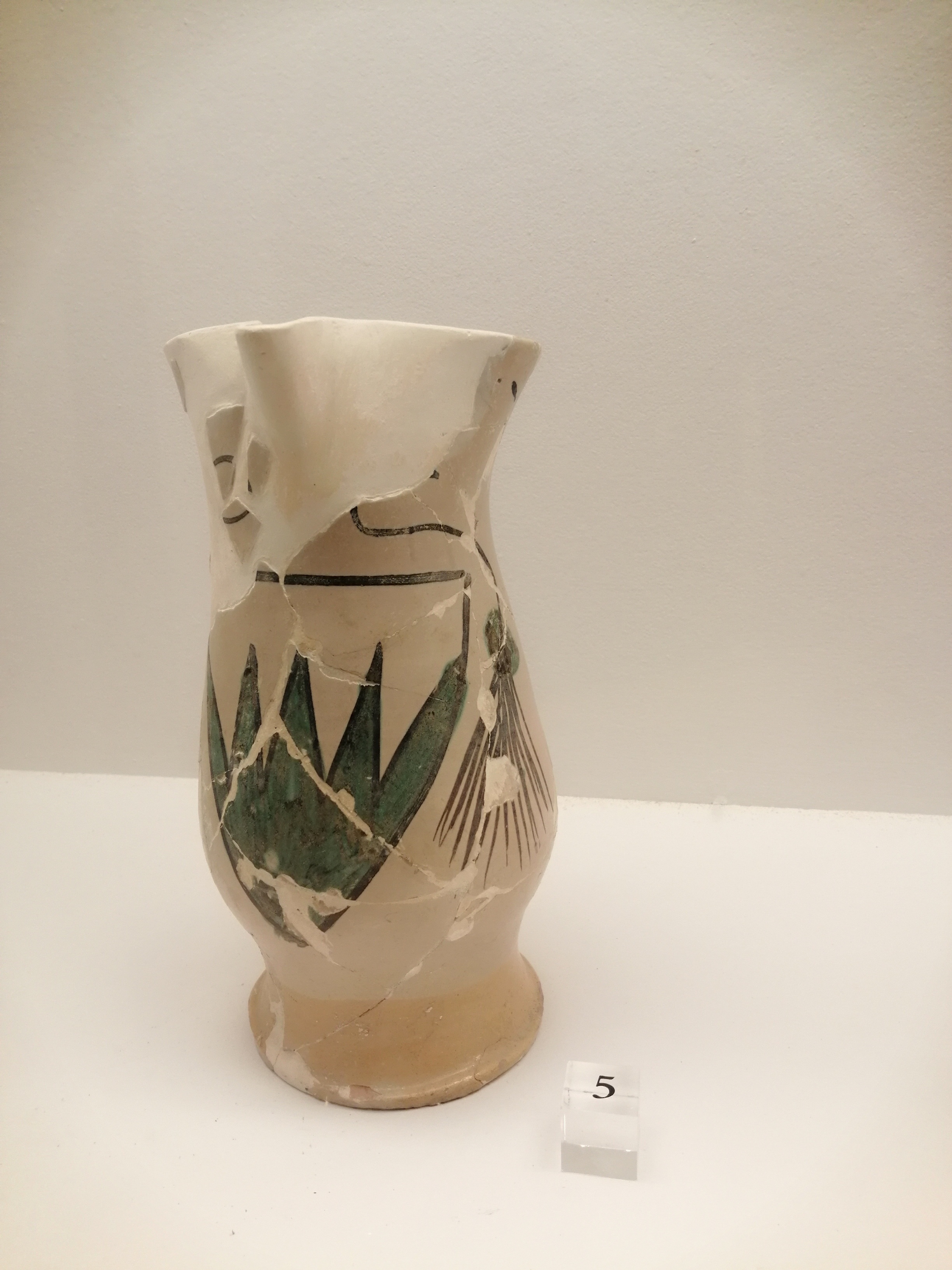
Boccale in maiolica arcaica con stemma del cardinale Anglico (Angelo di Grimoard). Faenza (2a metà XIV secolo)
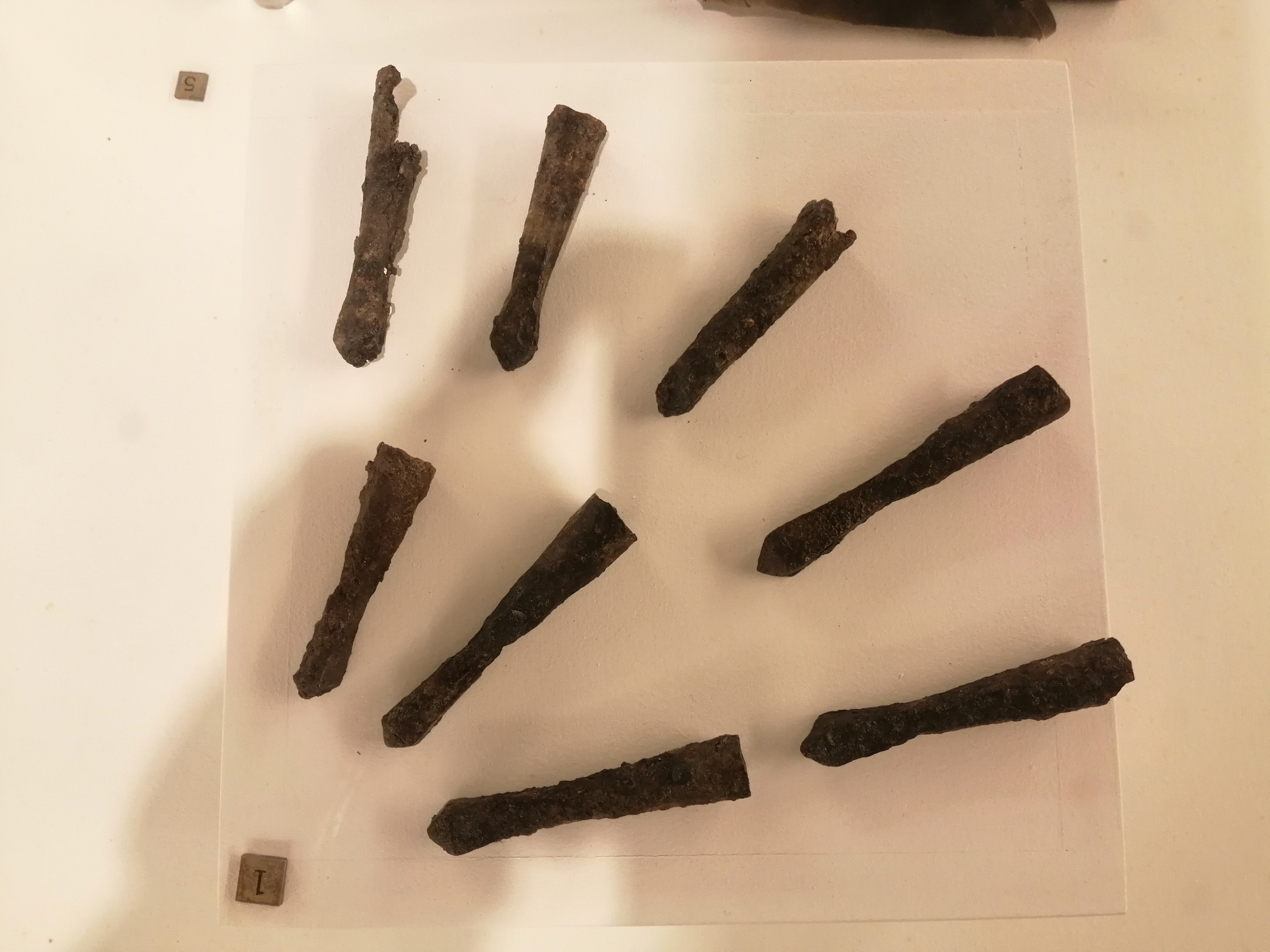
Punte di quadrello o bolzone da balestra Castello di Vallagnello, XIV-XV secolo
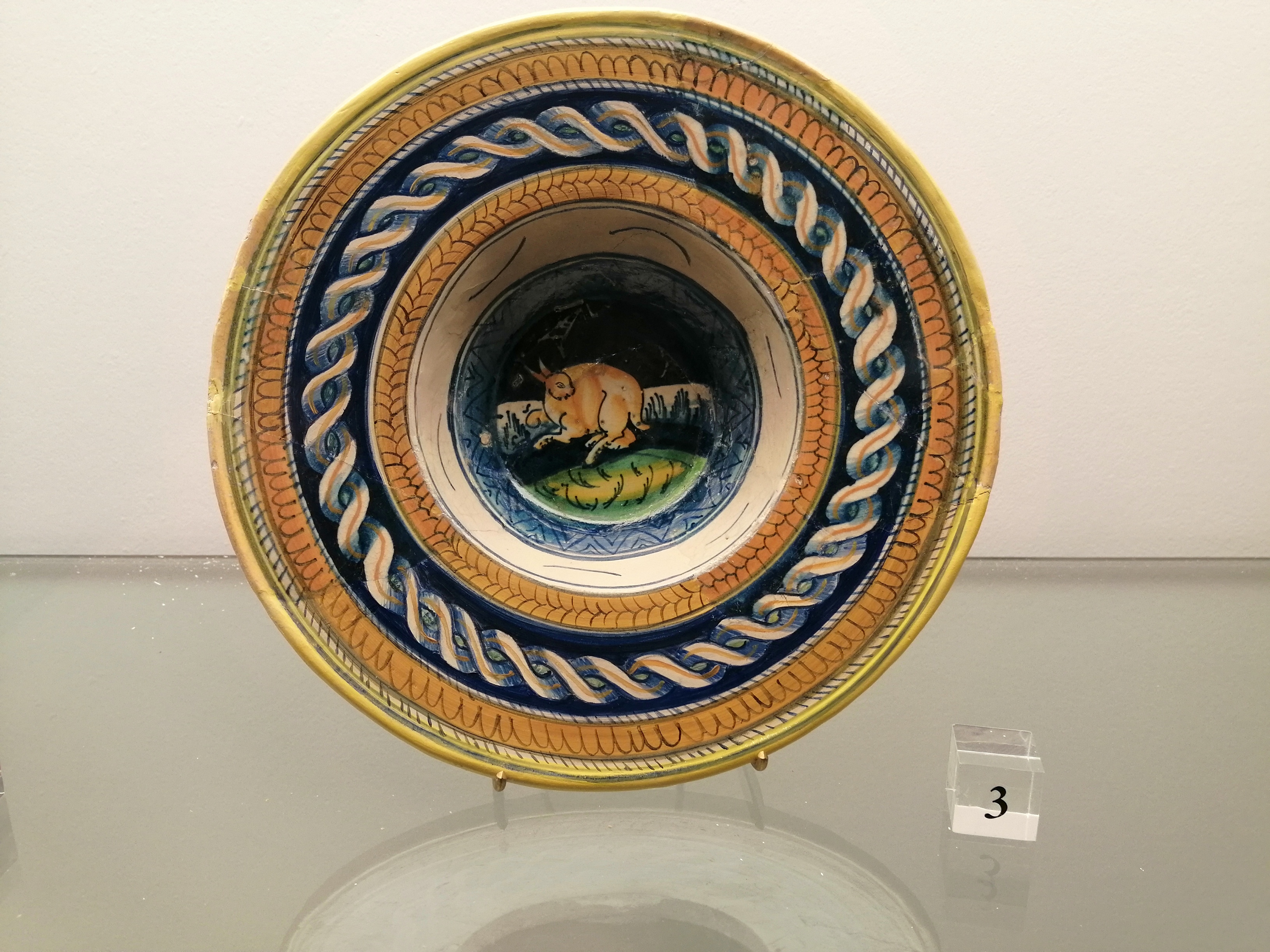
Piatto scodelliforme con decoro periferico embricato e figura di lepre centrale. Faenza, inizi XVI sec.. Luogo di ritrovamento: Visano, Palazzuolo sul Senio
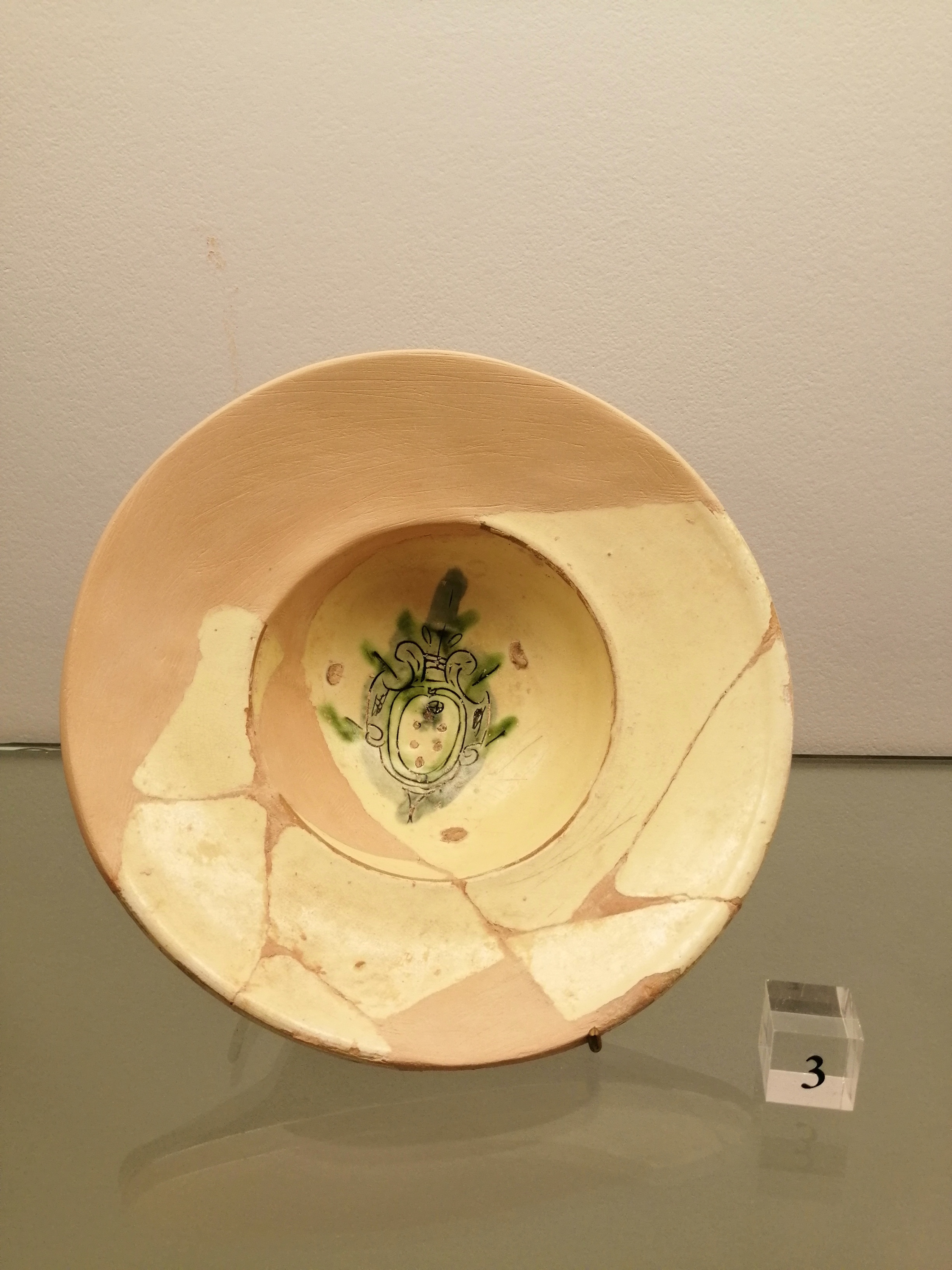
Piatto scodelliforme ingobbiato e graffito con stemma mediceo. Borgo San Lorenzo, 2°a metà del XVI sec. Luogo di ritrovamento: Visano, Palazzuolo sul Senio

### La sezione "Il Medioevo e Pugnale Cinquedea" (Sala 5)
In questa sala sono esposte testimonianze della vita domestica che si svolgeva all’interno dei castelli. I piccoli oggetti esposti nella vetrina centrale, tra cui tondi di bicchieri, aghi, ditali, posate, fibbie, monete, ci consentono di gettare uno sguardo alla vita che si svolgeva all'interno di quelle mura fortificate. Nelle vetrine a parete prosegue la raccolta di reperti ceramici che mostra una composizione piuttosto articolata, assai significativa della circolazione dei prodotti fittili in quest'area appenninica tra Basso Medioevo ed Età Moderna. Il pannello nella sala inquadra queste ceramiche medievali e rinascimentali in uno studio sui centri di produzione e di circolazione dei prodotti fittili dal XIV al XVIII secolo.

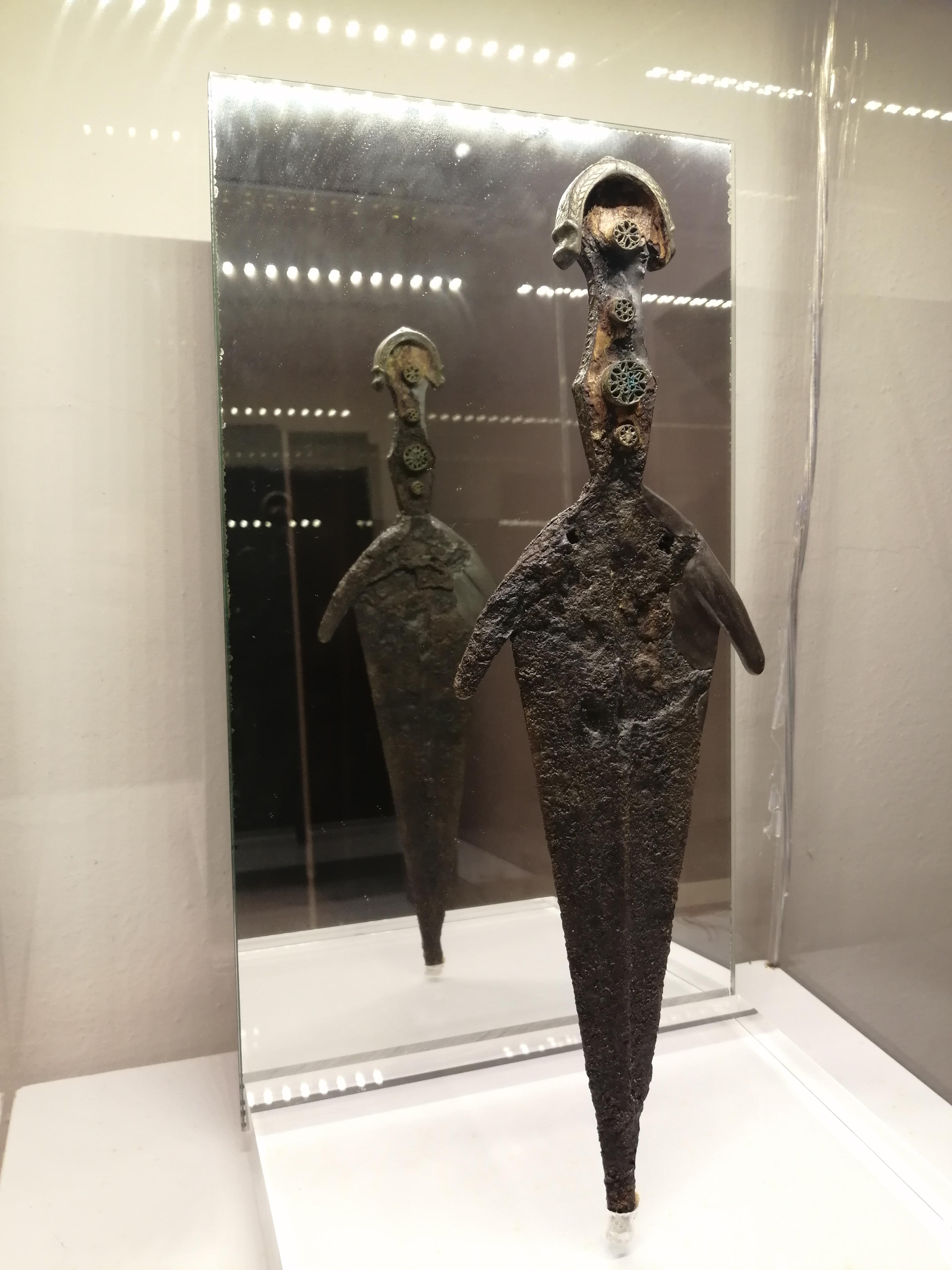
Pugnale del tipo detto "a Cinquedea", Italia settentrionale fine XV-inizio XIV secolo

Questo bel pugnale è stato trovato in una sepoltura di fanciulli nell'antico cimitero di Bibbiana (Palazzuolo sul Senio) durante i lavori di esumazione fatti nel 1906. Si tratta di un tipo di pugnale derivato da un'arma più grande: la Cinquedea, una daga di lusso che fu prodotta per un periodo relativamente breve a cavallo del Quattrocento e Cinquecento ed ebbe una diffusione limitata ad alcune zone dell'Italia settentrionale con bellissimi esemplari fabbricati in Emilia. I pugnali che, in dimensioni ridotte, riprendono le caratteristiche principali della Cinquedea, sono particolarmente rari. Le guance in osso che rivestono l'impugnatura si sono disfatte, permettendo di vedere la struttura interna che è attraversata da quattro passanti rotondi. Questi sono decorati a rosetta mediante laminette di ottone. I due lati dell'impugnatura sono rivestiti di bandelle di lamina con le scritte in rilievo "DEUS FORTITUDO MEA" (Dio è la mia forza) e "VIRTUS SUPER OMNIA" (la virtù sopra a tutto). La lunga permanenza sottoterra ha danneggiato gravemente le parti in ferro, ma assai meno quelle in leghe di rame. Tra le decorazioni incise sul pomo ad arco è ancora riconoscibile un minuscolo stemma. Questo raro esemplare di Cinquedea è stato oggetto di un approfondito studio da parte del Prof. Luciano Salvatici (Diana Armi n. I 2, dicembre 2000; Quaderni di Oplologia n. 14 pagg. 9/16). Il pugnale è divenuto il simbolo del Gruppo Archeologico Alto Mugello.

### La sezione "Lapidarium" (Sala 6)
In questa sala sono raccolti reperti in pietra raccolti nel territorio dell’Alto Mugello. In ordine cronologico abbiamo: una colonna della “cripta” di Misileo datata all’XI-XII secolo ma la cui datazione è oggetto di studio per una revisione. Spostata dalla sua collocazione originale nel 1947, quando fu costruita la sacrestia che in parte grava sulle strutture della cripta. La colonnetta, scolpita in un solo blocco con il capitello decorato, era sovrastata da un pulvino, esposto accanto alla colonna, sul quale erano impostate le strutture delle volte.
La statua acefala di Madonna o Santa, in pietra serena locale, risale al XIII secolo ed è attribuita a scultore di scuola renana. È stata ritrovata alla Badia di Susinana durante la ricostruzione di un muro e, probabilmente, apparteneva all’antica Badia.
Una lastra scolpita con uno pseudo nodo senza fine di derivazione longobarda, di epoca imprecisata, ma intorno al XIII secolo, proviene da Marradi. A Gamberaldi, sempre nel comune di Marradi, nel ricostruire un tetto, fu trovata la lastra incisa, datata al XIV secolo grazie una serie di lettere gotiche che compaiono fra le altre figure. L’interpretazione è molto problematica, ma si ritiene che servisse a segnalare la distanza lungo il cammino che portava a un luogo di culto e di pellegrinaggio.
L’ultimo reperto è una mano mutila si statua in arenaria locale trovata al castello di Vallagnello. Doveva trattarsi di una figura femminile di dimensioni maggiori del naturale ed è datata al XV secolo.

Chiude la visita a questa sala il grande pannello con la carta della Toscana, dipinta da Ignazio Danti nella galleria delle carte geografiche in Vaticano, sulla quale è stata applicata la carta dei castelli dell’Alto Mugello.   

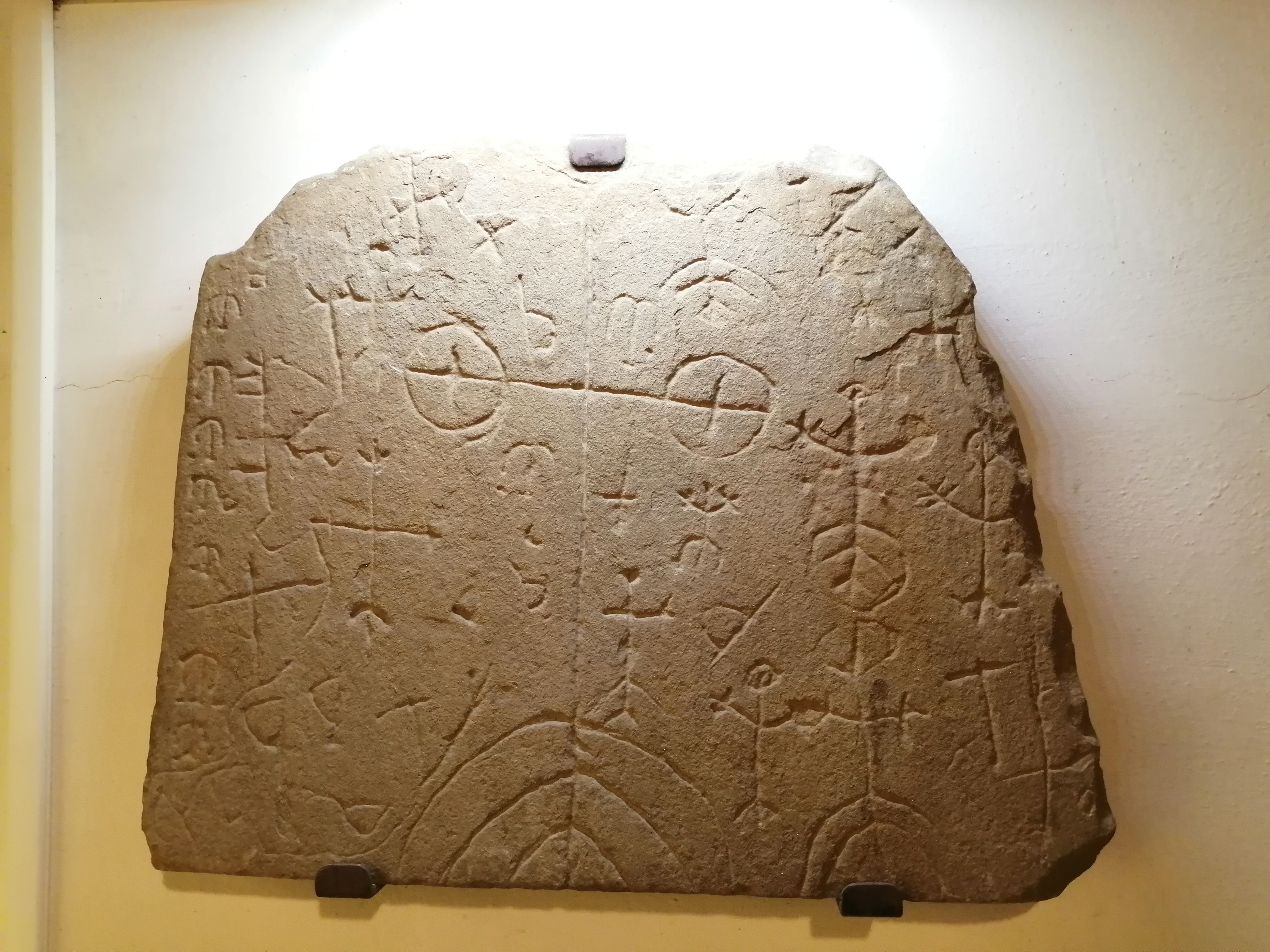
Lastra incisa con probabile scena di calvario. (XIV sec.) Luogo: Gamberaldi, Marradi
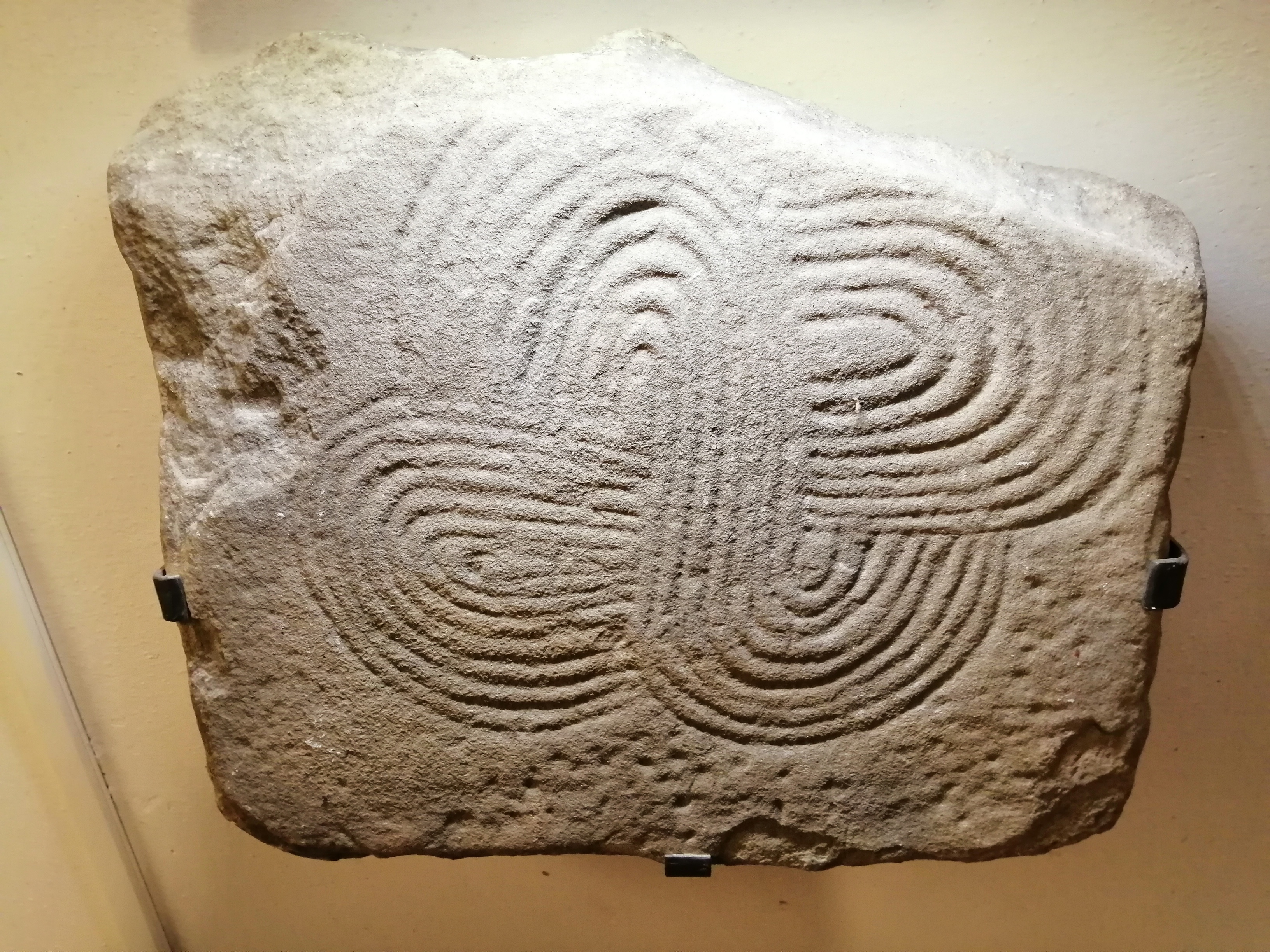
Frammento in pietra serena con bassorilievo schiacciato raffigurante nodo che richiama motivo longobardo.(Datazione incerta) Luogo: Valnera, Marradi